# Witte walnoot
De witte walnoot of boternoot (Juglans cinerea) is een plant uit de okkernootfamilie (Juglandaceae). De boom komt van nature voor in het oosten van Noord-Amerika.

## Beschrijving
De witte walnoot is een boom tot 20 meter hoog, met uitschieters tot 40 meter. De schors is lichtgrijs en gegroefd. De bladeren zijn geveerd samengesteld en 40-70 cm lang. Het samengesteld blad heeft 11 tot 17 deelblaadjes. De deelblaadjes zijn harig, lichtgroen en ongeveer even groot (5-10 cm lang en 3-5 cm breed).
De mannelijke bloemen zijn hangende katjes. De vrouwelijke bloemen zijn harig en vormen zich in clusters van twee tot vijf.
De schil van de bolster is harig en groen tot bruinig-groen van kleur. De noot is ruw-ovaal van vorm en dubbel zo lang als ze breed is.

## Gebruik
Van de witte walnoot worden de walnoten gebruikt als voedsel en het hout voor meubels. 